# Josef Krawina
Josef Krawina (20. října 1928 Radstadt, Salcbursko – 2. prosince 2018 Bodensdorf, Korutany) byl rakouský architekt uváděný často v souvislosti s realizacemi děl Friedensreicha Hundertwassera. Studium architektury absolvoval na Technické univerzitě ve Vídni, v letech 1983–1996 pobýval v Berlíně, kde přednášel na fakultě architektury Technické univerzity.
Na konci 70. let byl vedením města Vídně pověřen plánováním výstavby bytového komplexu podle návrhu Friedensreicha Hundertwassera – Hundertwasserhaus. Spolupráce těchto tvůrců bývá popisována jako konfliktní.